# Jim Risch
James Elroy Risch (* 3. května 1943, Milwaukee, Wisconsin, USA) je americký politik za Republikánskou stranu. Od roku 2009 je senátorem USA za stát Idaho. V letech 2006–2007 byl guvernérem Idaha.
V roce 2017 byl jedním z 22 senátorů, kteří podepsali dopis prezidentu Donaldu Trumpovi s žádostí, aby Spojené státy odstoupily od Pařížské dohody o klimatu.